# Ginette Keller
Ginette Keller (Asnières-sur-Seine, 16 de mayo de 1925 - Puteaux, Francia, 27 de junio de 2010) fue una compositora francesa.
Keller estudió en el Conservatoire de Paris con Nadia Boulanger, Tony Aubin y Olivier Messiaen. En 1951 obtuvo con su cantata Et l’Homme vit se rouvrir les portes el Premio de Roma.  Profesora de solfeo del Conservatorio desde 1966 y profesora de análisis y contrapunto superior de la École Normale de Musique de París.
Ha compuesto obras para solos instrumentales, música de cámara y dos óperas con libreto de Alain Germain.

## Obras
- Six chants de Lumière et d'Ombre para cuarteto de vientos de lengüeta doble, 1965.
- Variables, estrenada en 1966.
- Chant de Parthénope para flauta y piano, 1968.
- Girations para percusión y piano, 1970.
- Graphiques para soprano y conjunto instrumental estrenada en Festival International du Son 1971.
- Ebauches para fagot y piano, 1973.
- Les Vieilles Dames d'Osnabrück, Ópera, estrenada en 1983.
- Les adieux d'une cantatrice sans mémoire, Ópera, estrenada en 1983.
- Vibrations pour harpe celtique, 1990.
- Dialogues para clarinete y piano, 1992.
- Sept mouvements incantatoires para cuatro percusiones, tambores, celesta e instrumento de arco.
- Paramorphoses para orquesta de bronces, piano y percusión.
- Et l’Homme vit se rouvrir les portes, cantata.
- Dialogues para clarinete y piano.
- Tropes para piano.